# بلو اسکای استودیو
بلو اسکای استودیو (به انگلیسی: Blue Sky Studios) یک استودیو ساخت پویانمایی است که در سال ۱۹۸۷ توسط گروهی به رهبری کریس وج تأسیس شد. این استودیو در سال ۱۹۹۷ تحت مالکیت شرکت استودیو قرن بیستم قرار گرفت و هم‌اکنون زیر مجموعهٔ فاکس قرن بیست و یکم می‌باشد.
والت دیزنی پیکچرز پس از خریدن فاکس قرن بیست و یکم، در فوریه ۲۰۲۱ اعلام کرد که بلو اسکای استودیو تعطیل خواهد شد و حقوق پویانمایی‌های این استودیو به دیزنی تعلق خواهد گرفت.

## پویانمایی‌ها
| ردیف | فیلم                         | تاریخ انتشار |
| ---- | ---------------------------- | ------------ |
| ۱    | عصر یخبندان                  | ۲۰۰۲         |
| ۲    | ربات‌ها                       | ۲۰۰۵         |
| ۳    | عصر یخبندان: ذوب             | ۲۰۰۶         |
| ۴    | هورتون صدایی می‌شنود          | ۲۰۰۶         |
| ۵    | عصر یخبندان: آغاز دایناسورها | ۲۰۰۹         |
| ۶    | ریو                          | ۲۰۱۱         |
| ۷    | عصر یخبندان: رانش قاره‌ای     | ۲۰۱۲         |
| ۸    | حماسه                        | ۲۰۱۳         |
| ۹    | ریو ۲                        | ۲۰۱۴         |
| ۱۰   | فیلم بادام زمینی             | ۲۰۱۵         |
| ۱۱   | عصر یخبندان: مسیر برخورد     | ۲۰۱۶         |
| ۱۲   | فردیناند                     | ۲۰۱۷         |
| ۱۳   | جاسوسان نامحسوس              | ۲۰۱۹         |

## تعطیلی
مالکیت استودیو بلو اسکای استودیو به عنوان بخشی از خرید شرکت فاکس قرن بیست و یکم توسط والت دیزنی در تاریخ 20 مارس 2019 به این شرکت منتقل شد. 
در 9 فوریه 2021، دیزنی اعلام کرد که در آوریل 2021، بلو اسکای استودیو را تعطیل خواهد کرد. سخنگوی این شرکت توضیح داد که با توجه به ادامه تأثیر اقتصادی همه‌گیری کووید-19 بر تمام مشاغل، ادامه فعالیت سومین استودیو انیمیشن بلند برای آن‌ها دیگر مقرون به صرفه نیست. علاوه بر این، تولید فیلم اقتباسی از وب‌کمیک نیمونا که قرار بود در 14 ژانویه 2022 اکران شود، به دلیل تعطیلی استودیو لغو شد.
آخرین فیلم منتشر شده تحت نام بلو اسکای، فیلم جاسوسان نامحسوس است که در 25 دسامبر 2019 توسط فاکس قرن بیستم منتشر شد. این فیلم تنها فیلم بلند تولید شده توسط بلو اسکای بود که توسط دیزنی منتشر شد. همچنین  مینی‌سریال عصر یخبندان: داستان‌های اسکرات آخرین اثر منتشر شده توسط بلو اسکای استودیو است که در 13 آوریل 2022 توسط فاکس قرن بیستم در سرویس دیزنی+ منتشر شد.